# Tápiószele
Tápiószele je vas na Madžarskem, ki upravno spada pod podregijo Nagykátai Županije Pešta.